# 庫強卡河
庫強卡河（烏克蘭語：Кутянка），是烏克蘭的河流，位於該國西部，屬於維利亞河的左支流，發源自庫季以西，流經捷爾諾波爾州和羅夫諾州，河道全長20公里。